# Nicholas Kalliakis
Nicholas Kalliakis, Νικόλαος Καλλιάκης, in latino Nicolaus Calliachius, talvolta italianizzato in Niccolò Calliachi (Candia, 1645 – Padova, 8 maggio 1707), è stato un filosofo, teologo e letterato greco.

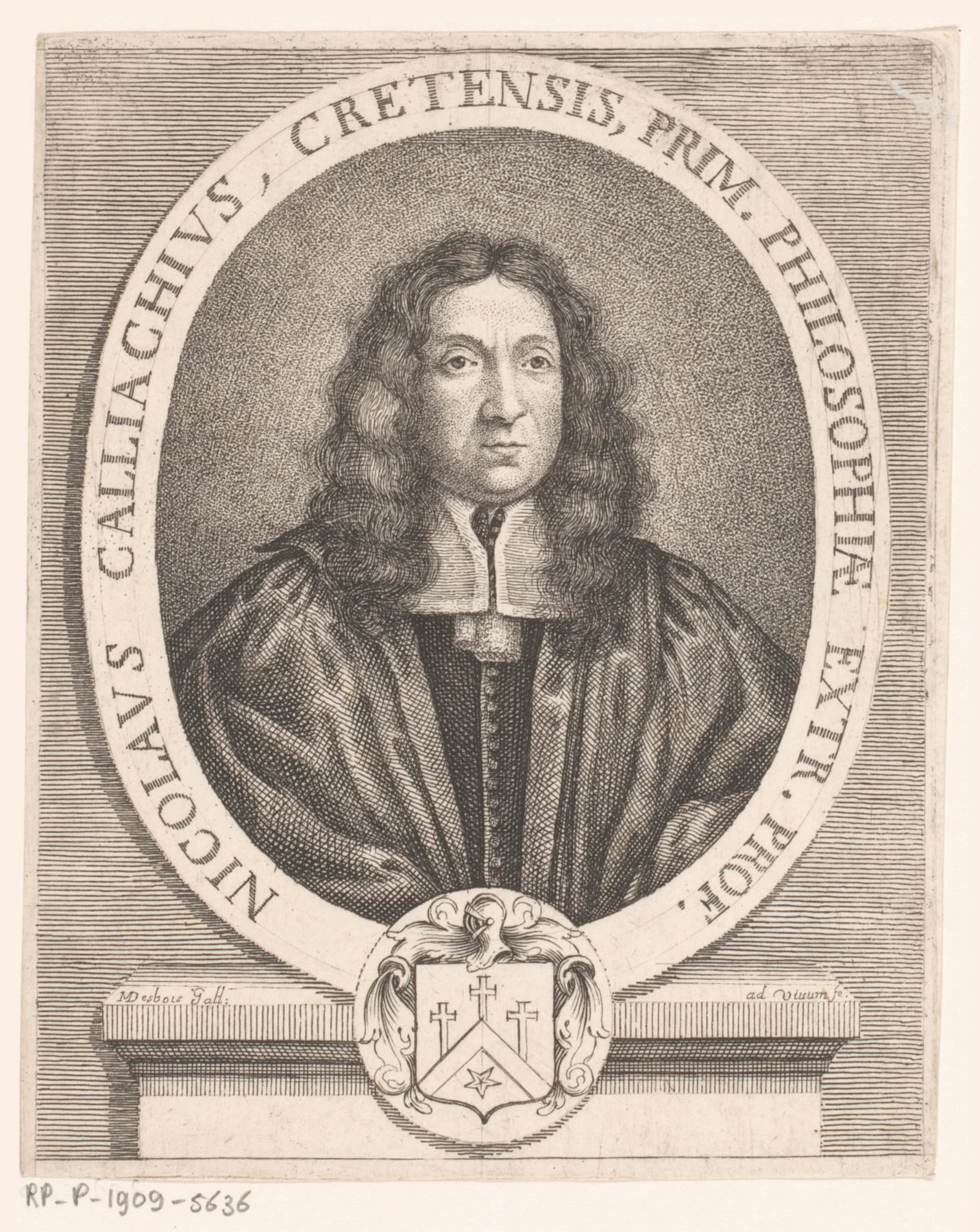
Un anziano Nicholas Kalliakis nel 1707.

Divenne dottore in filosofia e teologia a Roma, Studiò a Roma per dieci anni, alla fine dei quali divenne dottore in filosofia e teologia. Fu professore universitario di greco e di latino e di aristotelismo a Venezia nel 1666 e professore di belle lettere e retorica a Padova nel 1667.

## Biografia
Nicholas Kalliakis era di antica famiglia greca e nacque nel 1645 in Candia (Creta), che era allora sotto il controllo della Repubblica di Venezia (oggi in Grecia). Egli emigrò a Roma, dove risiedette per dieci anni, divenendo uno degli insegnanti stranieri di greco e di latino, e infine dottore in filosofia e teologia. Si trasferì a Venezia nel 1666 dove fu incaricato professore di filosofia aristotelica e di lingua greca e latina. Fu nominato Direttore del Collegio Greco (il Collegio Flangini) a Venezia dal 1665 al 1676. Nel 1677 Nicholas Kalliakis fu invitato a Padova, dove assunse la cattedra di professore di belle lettere e di filosofia e retorica. Egli scrisse trattati sulle antichità di Grecia e Roma e studiò la danza nell'antichità classica, la sua opera principale è De ludis scenicis mimorum et pantomimorum syntagma. Egli rimase a Padova fino al 1707 dove morì.